# Akustische Luftaufklärung

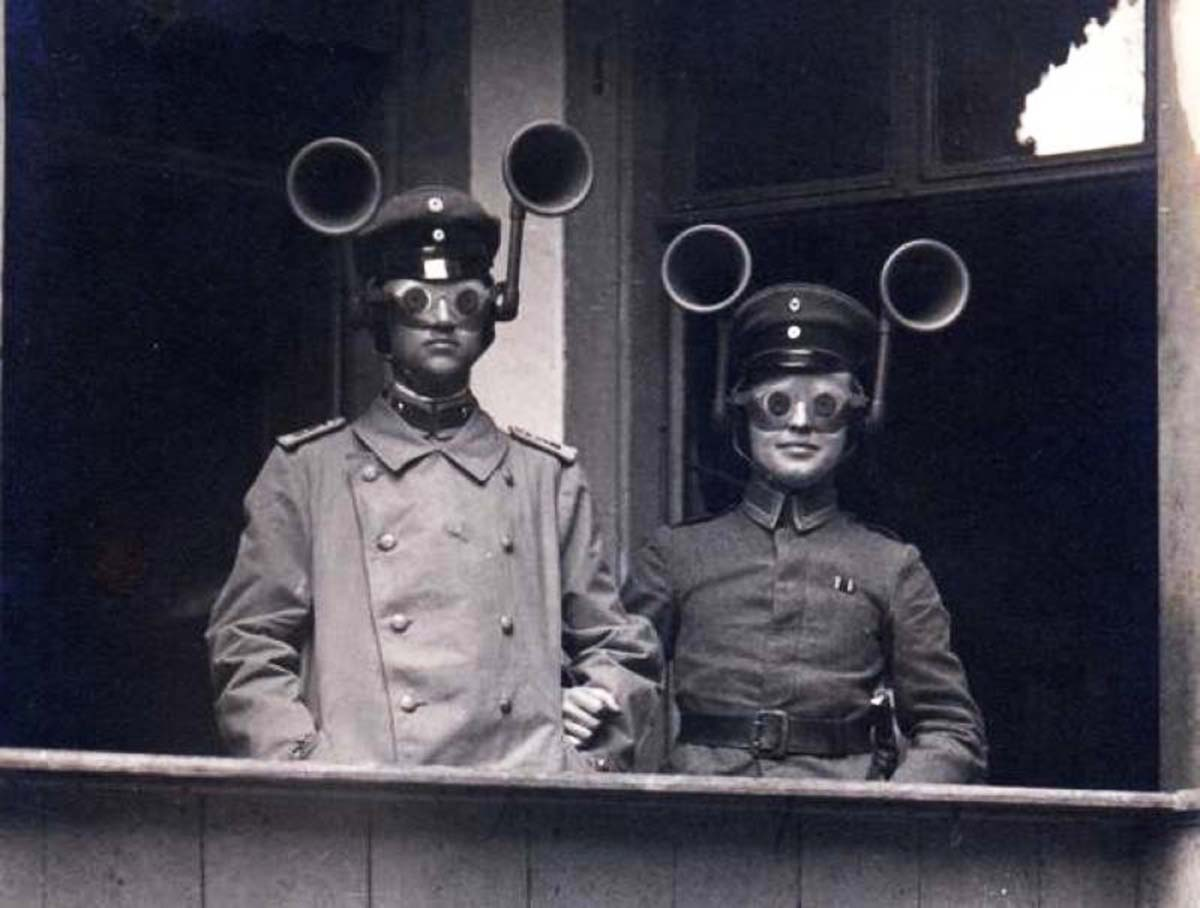
Akustische Luftaufklärung der deutschen Feldartillerie (1917)

Die akustische Luftaufklärung diente dazu, gegnerische Flugzeuge über deren Schall zu erkennen und räumlich zu lokalisieren. Das geschah über am Boden installierte, drehbare Trichterpaare, auch Richtungshörer genannt. Bei entsprechender Ausrichtung fingen sie den Lärm entfernter Flugzeuge auf und konnten sie im Stereofeld orten. Das mathematische Verfahren der Triangulation ermöglichte dann auch eine Bestimmung der Entfernung. Das funktionierte auch bei schlechten Sichtverhältnissen und nachts. Die akustische Luftaufklärung war ein wichtiges Thema im Ersten Weltkrieg, spielte aber später keine Rolle mehr: In den 1930er Jahren ersetzte Radar das Verfahren vollständig.

## Geschichte
Als Erfinder der akustischen Luftaufklärung wird meist der britische Marineoffizier Alfred Rawlinson genannt. Als Kommandant einer mobilen Flugabwehr-Einheit an der englischen Ostküste suchte er im Ersten Weltkrieg nach Möglichkeiten, den Anflug feindlicher Zeppeline auch bei Nebel zu antizipieren und die Abwehrkanonen entsprechend auszurichten, noch bevor die mit Bomben ausgestatteten Flugballons ins Sichtfeld kamen. Er setzte dazu im Herbst 1916 Trichter von Grammophonen ein. Auch der deutsche Gestalttheoretiker Max Wertheimer entwickelte zusammen mit dem österreichischen Musikethnologen Erich Moritz von Hornbostel ein etwa 1,50 Meter hohes Stativ, auf dem drei Trichter und zwei Kopfhörerpaare montiert waren. Diese Anordnung kam 1915 aus der akademischen Forschung, wurde aber bereits im Ersten Weltkrieg von den Mittelmächten zur Luftaufklärung eingesetzt. Das „Wertbostel“ genannte Gerät war bis in die 1930er Jahre in Betrieb.

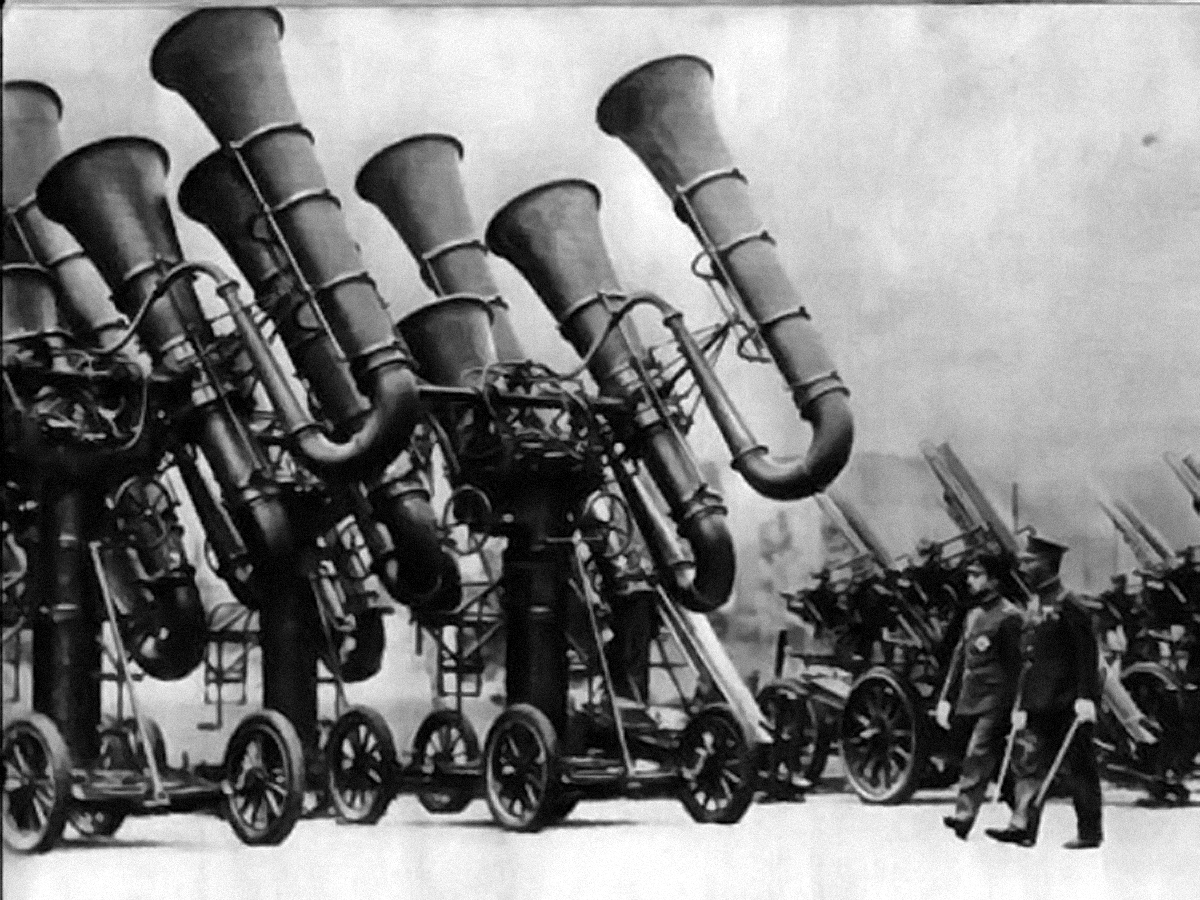
Der Japanische Kaiser besichtigt die Kriegstubas (1930er Jahre)

Es kamen in der deutschen Feldartillerie auch Helme mit Stereotrichtern, Kopfhörern und Brillen zum Einsatz. Die USA konstruierten Metalltrichterpaare, die ihre akustischen Signale über zwei Schläuche an die Ohren des Beobachters sandten. Die japanische Armee setzte in den 1910er Jahren mehrere Meter hohe Tubas – die so genannten „Kriegstubas“ – ein, die auf Anhängern transportiert wurden. Die Anordnungen arbeiteten rein passiv, also ohne Mikrofone und Verstärker.
Auch nach dem Ersten Weltkrieg ging die Entwicklung weiter. Die Trichter wurden durch an Parabolspiegel erinnernde Konstruktionen ersetzt. Diese Entwicklung wurde zum Beispiel in England mit der Weiterentwicklung von Hohlspiegelmikrofonen bis 1934 weiter geführt.
Der französische Physiker und Nobelpreisträger Jean-Baptiste Perrin konstruierte an Windmühlen erinnernde Schallrezeptoren, von denen jeder 36 hexagonale Öffnungen aufwies.
Zur Effektivität der akustischen Luftaufklärung fehlen nachhaltige Untersuchungen. Dass diese Form des Abhörens eine den militärischen Gegner abschreckende Funktion hatte, zeigte sich zum Beispiel in der Taktung von Flugzeugmotoren. Man hoffte, durch einen unsynchronisierten Betrieb die Schallwellen zu zerstreuen.
Vor dem Beginn des Zweiten Weltkriegs gab es zunächst in Großbritannien operationelle und kurz danach bei weiteren Militärmächten weltweit Radaranlagen. Die akustische Luftaufklärung blieb noch bis zum Ende des Krieges bei der Flugabwehr in der Form von Richtungshörern im Einsatz.